# Химна Соломонових Острва
Боже спаси наша Соломонова Острва (енгл. God Save Our Solomon Islands) јесте државна химна Соломонових Острва.

## Текст химне
-{God bless our Solomon Islands from shore to shore
Blessed all our people and all our lands
With your protecting hands
Joy, Peace, Progress and Prosperity
That men shall brothers be, make nations see
our Solomon Islands, our Solomon Islands
Our nation Solomon Islands
Stands forever more}-.